# Santos (nome)
Santos  è un nome proprio di persona spagnolo maschile.

## Varianti in altre lingue
- Basco: Sandor[1]
- Catalano: Sants[1]

## Origine e diffusione

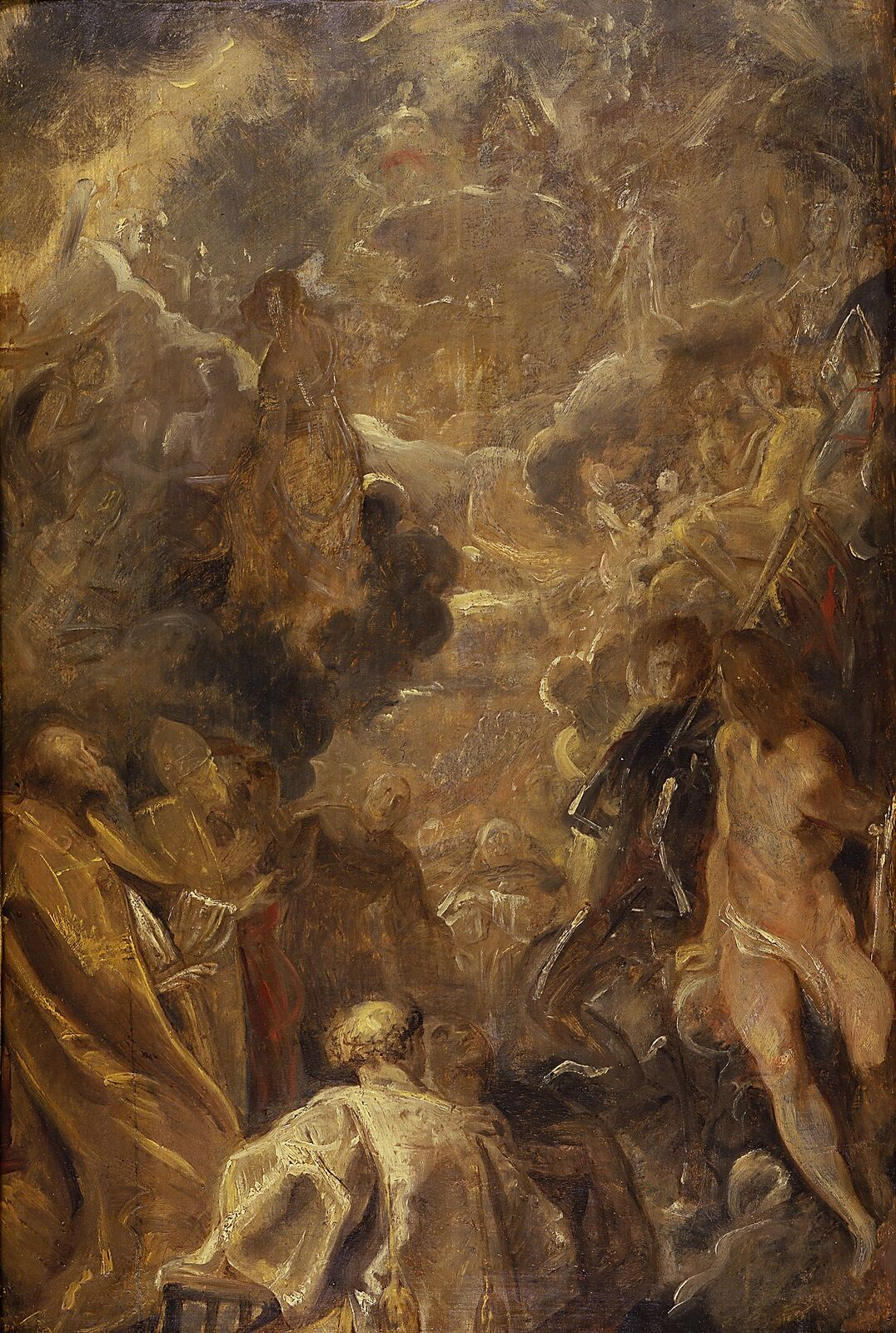
Tutti i santi, di Peter Paul Rubens

Riprende il termine spagnolo santos, cioè "santi" (in quanto plurale di "santo", di identico significato in italiano e spagnolo); si tratta di un nome di chiara matrice religiosa, che rievoca la festività cristiana di Tutti i Santi, la stessa a cui fanno riferimento anche i nomi Toussaint, Sante e Santoro.

## Onomastico
L'onomastico si festeggia il 1º novembre, in occasione di Ognissanti.

## Persone

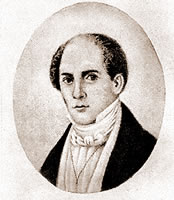
Santos Michelena

- Santos Abril y Castelló, cardinale e arcivescovo cattolico spagnolo
- Santos Amador, calciatore boliviano
- Santos Hernández, ciclista su strada spagnolo
- Santos Hernández, liutaio spagnolo
- Santos Iriarte, calciatore uruguaiano
- Santos Michelena, politico e diplomatico venezuelano
- Santos Urdinarán, calciatore uruguaiano

## Il nome nelle arti
- Santos Reynoso è un personaggio della serie televisiva Ugly Betty.